# San Pedro Toxín
San Pedro Toxín är en ort i Mexiko.   Den ligger i kommunen Tolimán och delstaten Jalisco, i den södra delen av landet, 500 km väster om huvudstaden Mexico City. San Pedro Toxín ligger 712 meter över havet och antalet invånare är 644.
Terrängen runt San Pedro Toxín är kuperad norrut, men söderut är den bergig. Runt San Pedro Toxín är det glesbefolkat, med 16 invånare per kvadratkilometer. Närmaste större samhälle är San Gabriel, 19,9 km norr om San Pedro Toxín. I omgivningarna runt San Pedro Toxín växer huvudsakligen savannskog.